# Нойкірхен-форм-Вальд
Нойкірхен-форм-Вальд (нім. Neukirchen vorm Wald) — громада в Німеччині, знаходиться в землі Баварія. Підпорядковується адміністративному округу Нижня Баварія. Входить до складу району Пассау.
Площа — 24,32 км2. Населення становить 2934 ос. (станом на 31 грудня 2020).